# Schellebelle (stacja kolejowa)
Schellebelle (niderl. Station Schellebelle) – stacja kolejowa w Schellebelle, w prowincji Flandria Wschodnia, w Belgii. Znajduje się na linii 50 Bruksela - Gandawa i 53 Schellebelle - Leuven. 

## Linie kolejowe
- Linia 50 Bruksela - Gandawa
- Linia 53 Schellebelle - Leuven

## Połączenia

### W tygodniu
| Typ pociągu | Trasa                                                            | Częstotliwość   |
| ----------- | ---------------------------------------------------------------- | --------------- |
| IC 29       | Landen - Brussels Airport - Bruksela - Aalst - Gent-Sint-Pieters | 1x/h            |
| L           | Mechelen - Gent-Sint-Pieters - Zeebrugge-Dorp                    | 1x/h            |
| P           | różne kierunki                                                   | godziny szczytu |

### W Weekendy
Weekend
| Typ pociągu | Trasa                                                    | Częstotliwość |
| ----------- | -------------------------------------------------------- | ------------- |
| IC 29       | Leuven - Bruksela - Aalst - Gent-Sint-Pieters - De Panne | 1x/h          |